# جيفري إبستين: الغني القذر
جيفري إبستين: الغني القذر (بالإنجليزية: Jeffrey Epstein: Filthy Rich)‏ هو مسلسل وثائقي أمريكي قصير على شبكة الإنترنت عن مرتكب الجرائم الجنسية المدان جيفري إبستين. المسلسل مقتبس من كتاب يحمل نفس الاسم من تأليف جيمس باترسون عام 2016، وشارك في كتابته جون كونولي وتيم مالوي. تم إصدار ريتش القذر في 27 مايو 2020 على نتفليكس. يتضمن الفيلم الوثائقي المكون من أربعة أجزاء مقابلات مع العديد من الناجين بما في ذلك فرجينيا جوفري وماريا فارمر، إلى جانب أعضاء سابقين في فريق العمل ورئيس الشرطة السابق مايكل رايتر، وهو فرد رئيسي من أول قضية جنائية ضد إبستين.

## مبنى على
يروي فيلم الغني القذر قصص الناجين من جيفري إبستين، وكيف استخدم ثروته وسلطته لارتكاب هذه الجرائم.

## الحلقات
| ر. الإجمالي | العنوان            | المخرج      | تاريخ العرض الأصلي |
| --- | ------------------ | ----------- | ------------------ |
| 1 | «مناطق الصيد»      | ليزا براينت | 27 مايو 2020       |
| تحكي الناجيات كيف أساء إبستاين إليهن وتلاعب بهن وأسكتهن بينما كان يدير ما يسمى بـ"مخطط هرمي" للتحرش من قصره في بالم بيتش. |                    |             |                    |
| 2 | «اتبع المال»       | ليزا براينت | 27 مايو 2020       |
| يواصل إبستاين الهجوم في الوقت الذي تجمع فيه الشرطة أدلة كثيرة ضده. ولكن كيف حصل على الثروة التي حمته لفترة طويلة؟ |                    |             |                    |
| 3 | «الجزيرة»          | ليزا براينت | 27 مايو 2020       |
| يزعم بعض «المتآمرين» البالغين من العمر مع إبستين مثل هالي روبسون وكورتني وايلد أنهم كانوا «ضحايا»، وأن تعاونهم في تجنيد المزيد من الضحايا كان جزءًا من سيطرة إبستين عليهم. ويتم تجاهل المتعاونين الآخرين، مثل سارة كيلين وناديا مارسينكو. يشرح المحامي آلان ديرشويتز الاستراتيجية التي استخدمها كمحامي لإبستين للدفاع عنه قانونيًا. ديرشويتز، الذي لم يكن عضوًا في نقابة المحامين في فلوريدا، يجمع مجموعة من المحامين المرخصين في فلوريدا للدفاع عن إبستين. يتوصل إبستين إلى صفقة إقرار بالذنب غير مسبوقة في تساهلها، سارة رانزوم تتحدث بصراحة عن الأهوال التي عاشتها، عندما كانت في الثانية والعشرين من عمرها، على جزيرة جيفري إبستين الخاصة، ليتل سانت جيمس، في جزر فيرجن الأمريكية. |                    |             |                    |
| 4 | «العثور على صوتهم» | ليزا براينت | 27 مايو 2020       |
| في عام 2008، قدم إبستين إقرارًا بالذنب على مستوى الولاية مقابل اتفاقية عدم مقاضاة فيدرالية (NPA) مع مكتب ألكسندر أكوستا وقضى عقوبة بالسجن لمدة 18 شهرًا. في عام 2019، أبطل القاضي الفيدرالي في فلوريدا كينيث مارا اتفاقية عدم المقاضاة. تزعم فرجينيا جوفري أنها تعرضت للإساءة من قبل محامي الأمير أندرو وإبستين آلان ديرشويتز، الذي ينفي أنه اعتدى جنسياً على أي شخص. بعد اعتقاله واتهامه في عام 2019 بالاتجار الجنسي بالأطفال، قضى إبستين وقتًا قصيرًا فقط خلف القضبان، لكن متهميه ما زالوا يحصلون على يومهم في المحكمة. |                    |             |                    |

## الإنتاج
استند المسلسل القصير على كتاب 2016 ثراء فاحش: ملياردير قوي، والفضيحة الجنسية التي أطاحت به، وكل العدالة التي يمكن أن يشتريها المال: القصة الحقيقية المروعة لجيفري إبستين الذي كتبه جيمس باترسون، وشارك في كتابته جون كونولي مع تيم مالوي. تم الإعلان عن الغني القذر قبل وفاة إبستين، وكان في الإنتاج قبل تسعة أشهر من اعتقاله. كان المشروع معروفًا في البداية باسم مشروع فلوريدا، مع اتخاذ الاحتياطات اللازمة لأن إبستين كان لا يزال على قيد الحياة، ويعمل على خادم سري. كما عملوا في غرفة مقفلة بها كاميرات وخزنة لحفظ المواد.

## الإصدار
تم إصدار المقطع الدعائي للمسلسل القصير في 13 مايو 2020.

## الاستقبال
على موقع روتن توميتوز، حصل المسلسل على نسبة موافقة 82%، بناءً على مراجعات من 44 ناقدًا، بمتوسط تقييم 7.00/10. يقول إجماع نقاد الموقع: «يفتقر إلى رؤية جديدة، ولكن من خلال التركيز على قصص الناجين، يلقي فيلم الغني القذر الضوء على التأثير الدائم لجرائم إبستين». على موقع ميتاكريتيك، حصل المسلسل على متوسط درجات مرجح 61 من أصل 100، بناءً على 13 ناقدًا، مما يشير إلى «مراجعات إيجابية بشكل عام».

## وصلات خارجية
- جيفري إبستاين: ثراء فاحش على موقع IMDb (الإنجليزية)
- جيفري إبستاين: ثراء فاحش على موقع ميتاكريتيك (الإنجليزية)
- جيفري إبستاين: ثراء فاحش على موقع روتن توميتوز (الإنجليزية)
- جيفري إبستاين: ثراء فاحش على موقع نتفليكس (الإنجليزية)
- جيفري إبستاين: ثراء فاحش على موقع كينوبويسك (الروسية)
- جيفري إبستاين: ثراء فاحش على موقع قاعدة بيانات الفيلم (الإنجليزية)